# Fontaine-lès-Cappy
Fontaine-lès-Cappy (picardisch: Fontainne-lès-Capin) ist eine nordfranzösische Gemeinde mit 56 Einwohnern (Stand 1. Januar 2022) im Département Somme in der Region Hauts-de-France. Die Gemeinde gehört zum Kanton Ham und ist Teil der Communauté de communes Terre de Picardie.

## Geographie
Die Gemeinde liegt im Santerre rund zehn Kilometer nordnordwestlich von Chaulnes südlich der Départementsstraße 71 in einem Tal (Vallée de Chuignes/Vallée du Fay).

## Geschichte
Die Gemeinde erhielt als Auszeichnung das Croix de guerre 1914–1918.

## Einwohner
| 1962 | 1968 | 1975 | 1982 | 1990 | 1999 | 2006 | 2010 |
| ---- | ---- | ---- | ---- | ---- | ---- | ---- | ---- |
| 106  | 97   | 76   | 82   | 69   | 53   | 39   | 48   |

## Verwaltung
Bürgermeister (maire) ist seit 2001 Joseph Normand.